# Sân bay Coronel FAP Alfredo Mendívil Duarte
Sân bay Coronel FAP Alfredo Mendívil Duarte (IATA: AYP, ICAO: SPHO) là một sân bay phục vụ Ayacucho, Peru. Cơ quan vận hành là CORPAC S.A. (Corporación Peruana de Aeropuertos y Aviación Comercial S.A.), một tổ chức của chính phủ quản lý các sân bay của Peru. Đây là sân bay chính của vùng Ayacucho. Hiện chỉ có 2 hãng hàng không đang hoạt động tại đây.

## Các hãng hàng không và các tuyến điểm
- Cielos Andinos (Lima)
- LC Busre (Lima)